# リチャード・バトラー (初代グレンゴール伯爵)
初代グレンゴール伯爵リチャード・バトラー（英語: Richard Butler, 1st Earl of Glengall、1775年11月13日 – 1819年1月30日）は、アイルランド貴族。幼い頃に母とともにフランスに捨てられたが、父の死後にアラベラ・ジェフリーズの尽力で帰国を果たした。1801年から1819年までアイルランド貴族代表議員を務めた。

## 生涯
第9代ケア男爵ジェームズ・バトラーの息子として、1775年11月13日にティペラリー県のケアで生まれた。母はティペラリー県の乞食であり、父方の親族はリチャードが幼い頃にリチャードとその母をフランスに移送して、貴族の家系という出身を知られないようにした。リチャードは母とともにパリの屋根裏部屋に住み、母は穀物を吹き分ける仕事をしたり、物乞いをしたりした。
1788年7月に父が死去すると、ケア男爵位の相続人になった。また、1788年6月10日に死去した遠戚の第8代ケア男爵ピアース・バトラーの遺言状に基づき、その遺産の継承者になった。リチャードはこれらの出来事を全く知らなかったが、ケアでリチャードについて知ったアラベラ・ジェフリーズはそれを弟にあたる初代クレア伯爵ジョン・フィッツギボンに告げると、パリでリチャードを探し出した。このときのリチャードは薄汚く、だらしのない見た目だったが、アラベラは自腹でリチャードとその母をアイルランドに送り返し、さらに裁判を起こしてリチャードをケア男爵位の継承者として認定させた。
1793年8月13日、エミリー・ジェフリーズ（Emily Jeffereyes、1767年ごろ – 1836年5月2日、ジェームズ・セント・ジョン・ジェフリーズとアラベラ・ジェフリーズの娘）と結婚、1男3女をもうけた。ケア男爵は結婚時点で未成年（17歳）であり、クレア伯爵は激怒してアラベラに投獄をちらつかせたほどだったという。
- リチャード（1794年5月17日 – 1858年6月22日） - 第2代グレンゴール伯爵[2]
- ハリエット・アン（1799年1月1日 – 1860年9月14日） - 1822年12月8日、第3代ドニゴール侯爵ジョージ・チチェスターと結婚[5]
- シャーロット（1809年5月9日 – 1846年3月22日） - 1835年12月28日、クリストファー・ライス・マンセル・タルボット（英語版）と結婚[4]
- エミリー・アラベラ・ジョージアナ（Emily Arabella Georgiana、1809年ごろ – 1895年5月6日） - 1836年7月26日、リチャード・ペンネファザー（英語版）（1809年 – 1849年7月）と結婚、子供あり。1852年9月30日、ヘンリー・アチソン・ハンキー（英語版）と再婚[4][6]

数奇な出自だったが、帰国の後は社交界で受け入れられ、ティペラリー県総督（Governor of County Tipperary）にも任命された。政治では1796年2月4日にアイルランド貴族院議員に就任したが、最後まで支配的な義母と横暴な妻のいいなりであり、カトリックからアイルランド国教会に改宗したのも2人に命じられての行動だったとされる。1801年にグレートブリテン及びアイルランド連合王国が成立すると、アイルランド貴族代表議員に選出され、1819年に死去するまで務めた。連合王国貴族院ではトーリー党に所属し、時の政府を支持したほか、カトリック解放には常に反対票を投じた。1816年1月22日、アイルランド貴族であるグレンゴール伯爵とティペラリー県におけるケア子爵に叙された。
領地では1800年代にスイス・コテージを建てており、コテージの設計者はジョン・ナッシュとされる。このコテージは少なくとも表向きでは妻への愛の証として建てられたものだったが、愛人を住ませるために建てられたと噂された。
1819年1月30日に熱病によりケア城で死去、息子リチャードが爵位を継承した。